# Josef Schrott
Josef Schrott (17. února 1813 Vídeň – 22. prosince 1888 Vídeň) byl rakouský a český vysokoškolský pedagog německé národnosti, jeden ze zakladatelů univerzitní výuky státního účetnictví a národohospodářských věd, v 60. letech 19. století poslanec Českého zemského sněmu.

## Biografie
Roku 1851 požádal na pražské univerzitě o definitivu. Tehdy se uvádí jako profesor Lvovské univerzity. Po schválení za mimořádného profesora převzal po Johannovi Christianu Ammanovi výuku státního účetnictví na Právnické fakultě Karlo-Ferdinandovy univerzity v Praze. Byl zakladatelem rakouské kamerální vědy (soubor nauk národohospodářského a ekonomického charakteru). Roku 1870 přešel na Vídeňskou universitu. Zde působil do roku 1884, kdy výuku jeho oboru převzal Gustav Seidler.
Během působení v Praze se v 60. letech 19. století zapojil i do zemské politiky. V zemských volbách v lednu 1867 byl zvolen na Český zemský sněm v městské kurii (obvod Georgswalde – Königswalde). V krátce poté vypsaných zemských volbách v březnu 1867 v tomto obvodu mandát obhájil. Přední německojazyčný pražský deník Bohemia ho v nekrologu zmínil jako „rozhodného zastánce Němectva.“ V sněmovní debatě v roce 1866 o změnách volebního systému, kdy se ostře střetávala federalistická česká koncepce s centralistickými představami českých Němců, prohlásil Schrott, že české požadavky jsou neúnosné a že v případě jejich naplnění by čeští Němci museli hledat oporu u svých soukmenovců v Německé říši, čímž by se vytvořily podobně odstředivé poměry jako na etnicky italském jihu monarchie. Historik Otto Urban označuje toto prohlášení za ve své době ojedinělé. Na Schrotta reagoval František Ladislav Rieger, který jeho vývody odmítl s tím, že on sám nebude za českou populaci nikdy hovořit o tom, že „se dáme připojit k Rusku.“

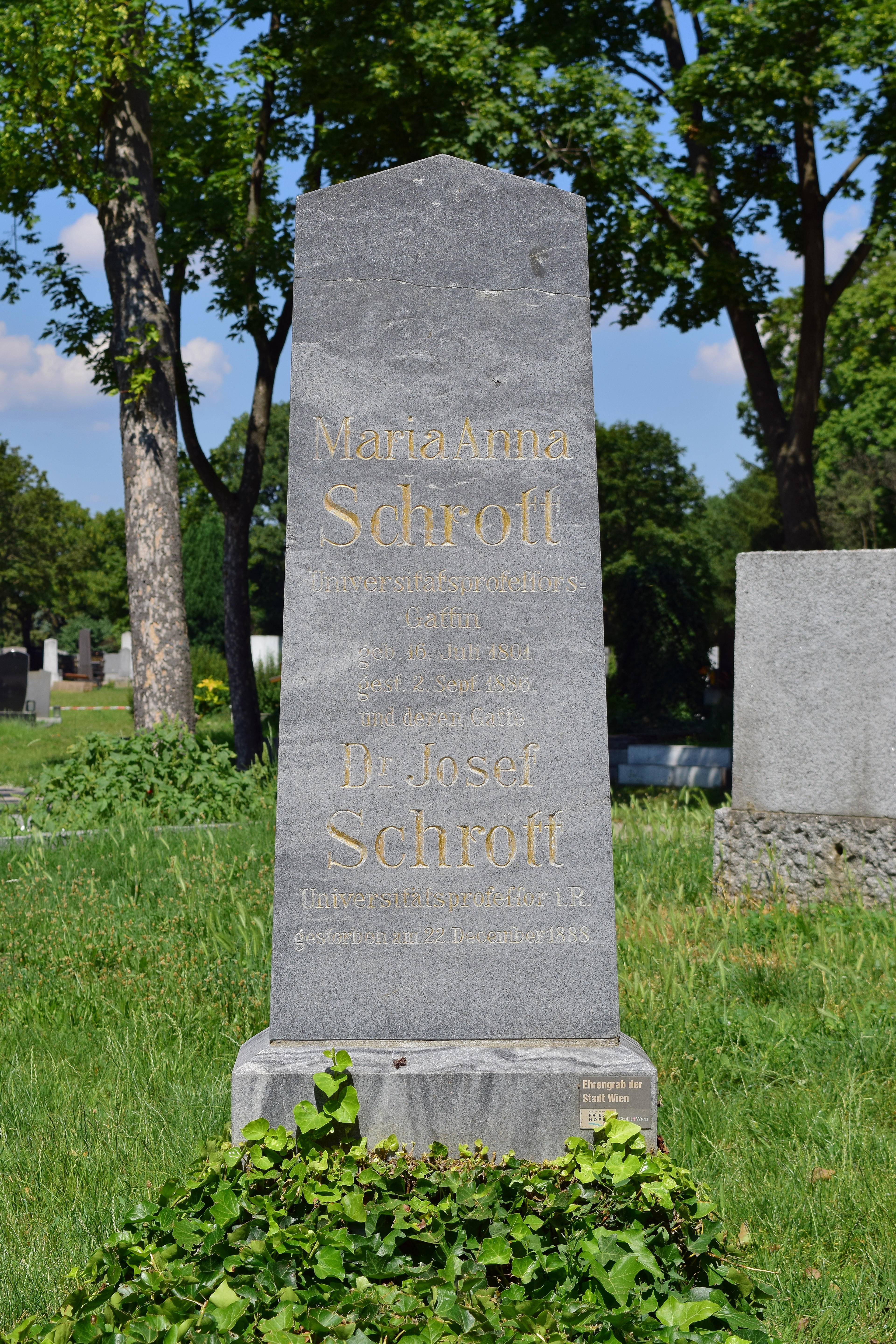
Hrob u Wiener Zentralfriedhof

Dlouhodobě rovněž zasedal v zastupitelstvu města Prahy.